# أسبوع لندن للموضة
أسبوع الموضة في لندن (LFW) هو معرض لتجارة الملابس يقام في لندن مرتين في السنة في فبراير وسبتمبر. يعرض أكثر من 250 مصممًا لجمهور عالمي من وسائل الإعلام والتجار المؤثرين، وهو أحد أسابيع الموضة «الأربعة الكبار»، إلى جانب نيويورك وميلانو وباريس.

## التاريخ والتنظيم

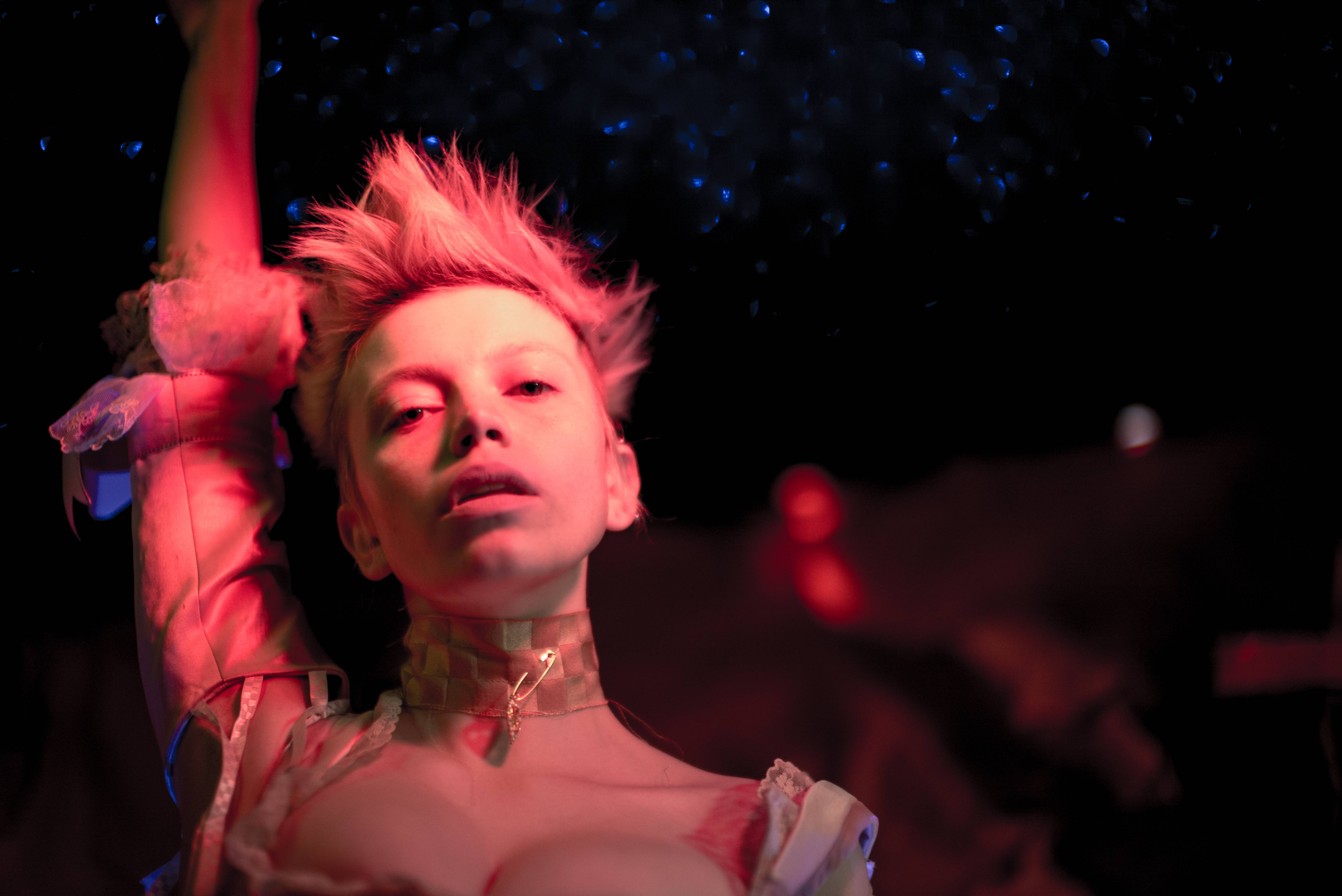
بورتريه في ديلارا فينديكوغلو 2016

نظّمه مجلس الأزياء البريطاني (BFC) لصالح وكالة تطوير لندن بمساعدة من إدارة الأعمال والابتكار والمهارات، أسبوع الموضة في لندن تم تنظيمه للمرة الأولى في أكتوبر 1983. وهي تحتل حاليا إلى جانب نيويورك وباريس وميلانو واحدة من أسابيع الموضة «الأربعة الكبار». تقدم نفسها للممولين  كحدث تجاري يستقطب اهتمامًا صحافيًا كبيرًا ويستفيد منه دافعو الضرائب. ينص على أنه حضره أكثر من 5000 من الصحافة والمشترين، وقدرت الطلبات بأكثر من 100 مليون جنيه إسترليني. يقام حدث يركز على تجارة التجزئة، وهو مهرجان أسبوع الموضة في لندن، بعد ذلك مباشرة في نفس المكان وهو مفتوح لعامة الناس.
تستخدم الأحداث في المواعيد المحددة إما في مساحة العرض الخاصة بمجلس الأزياء البريطاني، أو 180 منصة عرض، أو في مواقع خارجية حول وسط لندن.
خلال صيف وربيع 2016 (كما هو موضح في سبتمبر 2015) وخريف وشتاء 2016 (كما هو موضح في فبراير 2016)، اتخذ مجلس الأزياء البريطاني قرارًا باستضافة معارض المصممين إلى «مصنع الفينيل»، الواقع في موقف السيارات النشط في سوهو، قبالة شارع بروير. بعد أعداد متزايدة من المتظاهرين المناهضين للفراء، من المقرر أن يكون أسبوع الموضة في لندن في سبتمبر 2018 هو أول أسبوع أزياء رئيسي خالٍ من الفراء.

## روابط خارجية
- London Fashion Week Official website
- London Fashion Film Festival